# San Giorgio Piacentino
San Giorgio Piacentino es un municipio situado en el territorio de la provincia de Piacenza, en Emilia-Romaña (Italia).

## Demografía
| Gráfica de evolución demográfica de San Giorgio Piacentino entre 1861 y 2001 |
|                                                                              |
| Fuente ISTAT - elaboración gráfica de Wikipedia                              |